# KNX

KNX-Logo

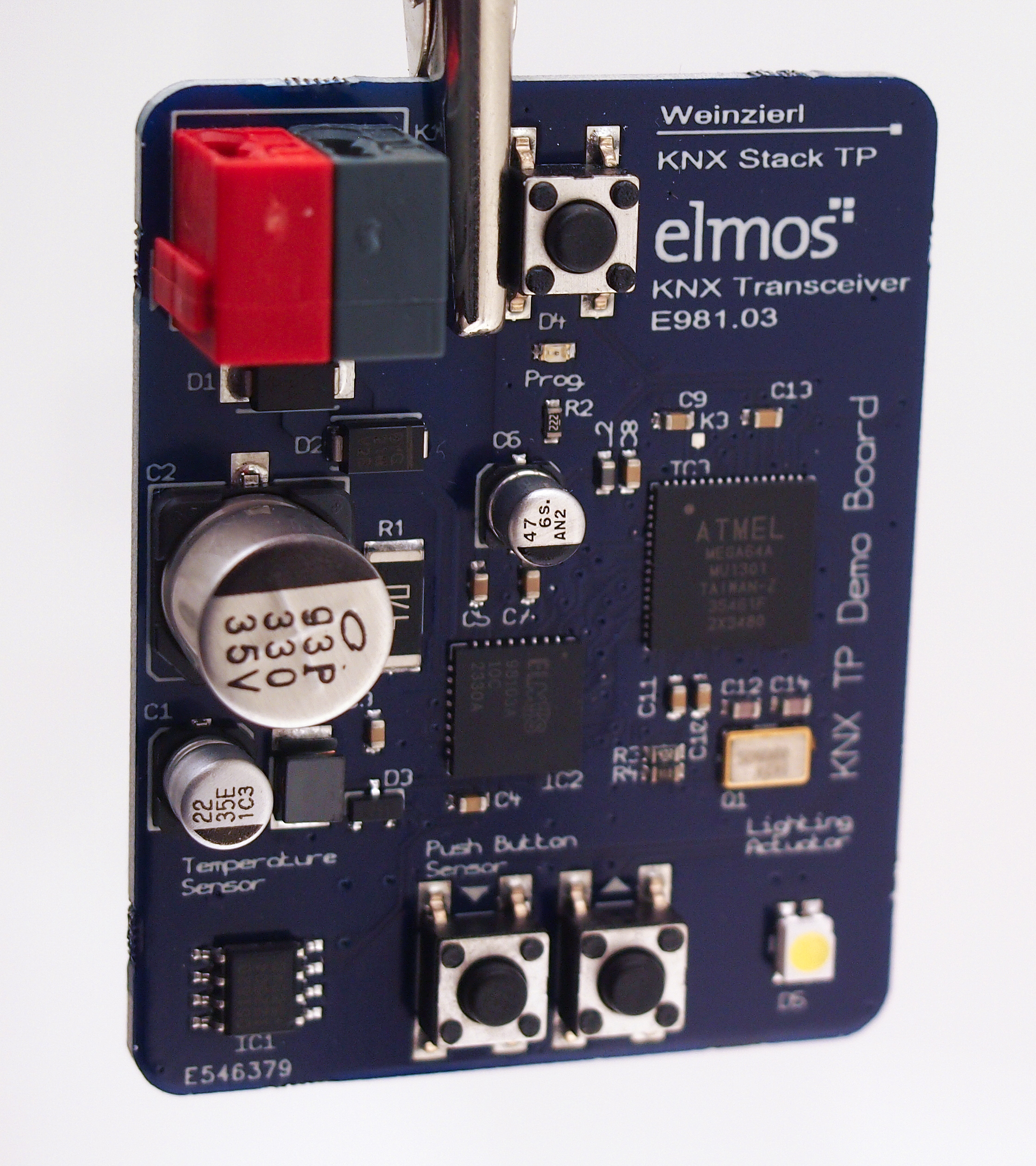
KNX-Transceiver-Board de Elmos

KNX es un estándar (ISO/IEC 14543) de protocolo de comunicaciones de red, basado en OSI, para edificios inteligentes (domótica e inmótica). KNX es el sucesor y la convergencia de tres estándares previos: el European Home Systems Protocol (EHS), el European Installation Bus (EIB o Instabus) y el BatiBUS pertenecientes, respectivamente, a la EHSA (European Home Systems Association), la EIBA (European Installation Bus Association) y el BCI (BatiBUS Club International). El estándar KNX está gestionado por la Asociación KNX.
Hasta enero de 2016, el texto de la especificación KNX debía ser adquirido previo pago de una tarifa. Desde entonces, la especificación puede ser adquirida sin ningún tipo de cargo asumiendo que el usuario tiene una cuenta gratuita registrada en la web de la KNX Association.

## Historia
Las especificaciones anteriores a KNX aparecieron a principios de los 90 de la mano de Batibus, EIB y EHS. Estas tres soluciones para el control de viviendas y edificios en Europa, intentaron al principio desarrollar sus mercados separadamente, tratando de hacerse un lugar en la normalización europea. Batibus lo hizo especialmente bien en Francia, Italia y España, mientras que EIB lo hizo en los países de habla alemana y norte de Europa. Por su parte, EHS fue la solución preferida para fabricantes de productos de línea blanca y marrón.
En 1997 estos tres consorcios decidieron unir fuerzas con el declarado objetivo de desarrollar conjuntamente el mercado del hogar inteligente, acordando crear una norma industrial común que también podría ser propuesta como norma internacional. La especificación KNX fue publicada en primavera de 2002 por la recién establecida KNX Association, logrando penetrar lentamente en un mercado reticente como es la construcción a pesar de que es un sistema muy robusto y fiable.

## Protocolo
La especificación está basada en la pila de comunicación de EIB completada con los mecanismos de configuración, medios físicos y experiencia de aplicación originalmente desarrollados por Batibus y EHS.
KNX define varios medios de comunicación física:
- Cableado de par trenzado (heredado de BatiBUS y EIB Instabus)
- Red eléctrica (heredado de EIB y EHS - similar al utilizado por X10)
- Radio (KNX-RF)
- Ethernet (también conocido como EIBnet/IP o KNXnet/IP)

### Nivel Físico
TP: sobre par trenzado a 9600 bps. Además por estos dos hilos se suministra 30 Vdc para la telealimentación de los dispositivos KNX. Usa la técnica CSMA/CA con arbitraje positivo del bus que evita las colisiones evitando así los reintentos y maximizando el ancho de banda disponible.
PL: en la red eléctrica, con corrientes portadoras sobre 230 Vac/50 Hz (powerline) a 1200/2400 bps. Usa la modulación SFSK (Spread Frequency Shift Keying) similar a la FSK pero con las portadoras más separadas. La distancia máxima que se puede lograr sin repetidor es de 600 metros. Este sistema actualmente ya no pertenece a los temas de certificación y es muy importante recalcar que no es compatible con sistemas de alimentación eléctrica a 110V/60Hz.
IP: usando el estándar Ethernet generalmente se utiliza como backbone entre segmentos, líneas y áreas KNX además de permitir la transferencia de telegramas a través del protocolo IP a ubicaciones remotas.
RF (Radiofrecuencia): usando varias portadoras, se consigue comunicación inalámbrica utilizando el aire como medio de transmisión, esta tecnología logra comunicar distancias de hasta 300 metros en campo abierto (condiciones ideales). Para mayores distancias o edificios con múltiples estancias se pueden usar repetidores pero es recomendable para comunicaciones de baja prioridad.

## Hardware
KNX consta de básicamente 4 grupos de elementos:
ACTUADORES: Los actuadores son los elementos del sistema que se conectan físicamente sobre los elementos a controlar en el edificio, por ejemplo las luces, electroválvulas, motores, contactos secos, etc. y hacen la traducción de las instrucciones que viajan del mundo KNX al mundo físico conmutado, regulando o accionando los dispositivos que son controlados.
SENSORES: Los sensores son los elementos del sistema que recogen datos o interpretan órdenes del usuario, por ejemplo pulsador, botonera, detector de movimiento, termostato, anemómetro, sensor crepuscular; muchos sensores incorporan visualizadores o pantallas donde se controla y monitoriza el sistema, como las botoneras o pantallas táctiles.
PASARELAS: Las pasarelas (gateways o routers) enlazan otros sistemas con otros protocolos de comunicación con KNX, por ejemplo de DALI, BACnet, LONWORKS, RS485, IP, RS232, X10 etc. a KNX. Estos equipos permiten interaccionar con proyectores, otros sistemas inteligentes o incluso comunicarse en remoto con el sistema.
ACOPLADORES: Estos elementos realizan una separación física dentro del bus consiguiendo agrupar los dispositivos en un segmento de características determinadas para la cantidad de equipos, ubicaciones físicas o funciones determinadas y conectarlo con otro segmento para una mayor eficacia en el envío de datagramas a través del bus, alcanzar mayores distancias (repetidores), además de darle un direccionamiento físico muy entendible utilizando la división de Áreas, grupos y líneas.

## Software
Distinguiremos el software en 2 tipos:
a) Software de gestión: El software de gestión, es decir el que usaremos para configurar los dispositivos y ponerlos en marcha es el ETS (actualmente versión 5). Es un programa bajo plataforma Windows que nos permite relacionar actuadores con sensores y traducir las comunicaciones a través de las pasarelas. Esta herramienta es la única forma de configurar los dispositivos KNX y es creada, suministrada y regulada únicamente por la KNX Association.
b) Software de control: Es el programa de cómputo que sirve para tener acceso a la instalación para dotarnos de control y visualización desde un equipo de cómputo que puede tener varias funciones.
•	Visualizar el estado de los elementos.
•	Controlar la instalación.
•	Registrar los eventos.
•	Generar reportes y eventos.
•	Crear funciones lógicas.
•	Servir y dotar información a otros sistemas (interfaz o pasarela).
•	Ejecutar funciones de diagnóstico, escenas y rutinas de comprobación.
•	Otorgar acceso a otras plataformas o métodos de acceso a los sistemas KNX.

## Presente y Futuro
PRESENTE: En la actualidad este tipo de instalaciones se realizan principalmente en edificios de oficinas e industriales para una gestión de energías y automatización de sistemas y en las viviendas para el confort y como tecnología asistiva para ancianos y discapacitados. A pesar de que en los últimos años ha bajado de precio de sus elementos, el sistema encarece el precio final de la instalación, aunque a la larga puede otorgar una reducción de consumo eléctrico si la configuración del sistema es eficiente.
FUTURO: Se están diseñando las bases para posiblemente cambiar el bus o encapsularlo dentro del protocolo TCP/IP esto es: KNX/IP. Esto se debe a que el citado protocolo ha ido estandarizándose y absorbiendo buses y protocolos de otros sistemas (CCTV, VOZ ANALÓGICA, etc.). También el crecimiento, implantación y estandarización de TCP/IP hace que esta opción se pueda convertir en el diseño final de KNX, siendo un elemento más cada equipo de este sistema dentro de las redes IP, es decir, conectaríamos los equipos directamente a ethernet y a través del enrutador típico de conexión a Internet podríamos gestionar y monitorizar externamente los sistemas, también nuestros equipos WiFi instalados en el edificio nos darían acceso al sistema de una manera cómoda y con dispositivos estándar (móviles, tabletas, ordenadores, etc.).
A diferencia del sistema actual que necesita pasarelas IP, los propios equipos "hablarían" directamente en IP, simplificando las instalaciones pues el cableado más usado hoy es el cableado UTP dado a la implantación ya estandarizada de TCP/IP desde hogares pequeños hasta grandes empresas.

## Formación
Existe una formación estandarizada en todo el mundo que concede la certificación KNX Partner. Desde la página de la Asociación KNX http://www.knx.org/knx-partners/training-centres/list/ puede accederse a un listado de todos los centros de formación que imparten dicha formación en el mundo.

## Productos KNX
La mayor empresa distribuidora del país es Futuramus KNX Group. Desde su página web https://www.futurasmus-knxgroup.es/ puedes acceder a la mayor gama de productos KNX del mercado español y europeo.